# 道の駅木の香
道の駅木の香（みちのえき このか）は、高知県吾川郡いの町にある国道194号の道の駅である。
2000年（平成12年）にレストラン、物産館、宿泊機能、天然温泉などを備える複合施設としてオープン。その後、2024年5月28日に指定管理者が経営不振のため営業を停止し一時的に閉館状態となっていた（翌6月に指定管理者は撤退）。同年8月1日に温泉施設がいの町直営で再開した（新たな指定管理者が選定されるまでの措置）。

## 主な施設
- 駐車場
  - 普通車: 58台
  - 大型車: 3台
  - 身障者用: 1台
- トイレ（いずれも24時間利用可能）
  - 男: 大2器、小5器
  - 女: 5器
  - 身障者用: 1器
- 公衆電話
- 宿泊施設木の香温泉
  - 泉質：ナトリウム-塩化物泉
- レストラン
- 特産品販売所

## 休館日
- 毎週火曜日（1月 - 3月）

## 周辺
- 大橋ダム
- 奥吉野渓谷
- 寒風山トンネル